# Гилленшмидт, Яков Яковлевич
Яков Яковлевич Гилленшмидт (нем. Jakob von Gyllenschmidt) (1782 — 1852) — русский военачальник, генерал от артиллерии (10.10.1843), герой русско-персидской войны 1826-1828 гг. и русско-турецкой войны 1828-1829 гг., участник Кавказской войны.

## Биография
Происходил из дворян Лифляндской губернии, родился в 1782 году, воспитывался в частном училище, в службу вступил каптенармусом 27 августа 1795 года во 2-й канонирский полк; в январе 1797 года переведен сначала в 3-й бомбардирский батальон, а потом в Выборгский артиллерийский гарнизон, с переименованием в юнкера. В 1799 году служил во 2-м артиллерийском батальоне генерал-лейтенанта Вильде, где 26 декабря 1799 года произведён в поручики, с марта 1800 года — в 1-м артиллерийском полку, с августа 1801 года — во 2-м батальоне, в июне 1803 года вступившем в состав 9-го артиллерийского полка. 29 июня 1805 года произведён в поручики и 1 сентября того же года переведен в 10-й артиллерийский полк, а в августе 1806 года по разделении полков на бригады поступил в 16-ю артиллерийскую бригаду. 6 ноября 1806 года произведён в штабс-капитаны, с переводом в Киевскую резервную артиллерийскую бригаду (переименована в 1811 году в 7-ю резервную и в 1814 — в 16-ю), 1 ноября 1807 г. — в капитаны.

### Русско-турецкая война 1806—1812
В 1809—1810 гг. во время русско-турецкой войны участвовал в осаде и взятии крепости Браилов (27 июля 1809 года награждён орденом Святого Владимира 4-й степени с бантом), Силистрии (награждён орденами Святой Анны: 7 августа 1810 года — 3-й степени и 19 сентября 1810 года — 2-й степени), Рущука и Журжи и бомбардировке Шумлы. 8 января 1810 года получил чин майора, 9 февраля 1811 года — подполковника и 1 июля 1819 года — полковника. 6 июля 1821 года назначен командиром 20-й артиллерийской бригады. 12 декабря 1824 года получил орден Святого Георгия 4-й степени за 25 лет службы в офицерских чинах (№ 3818 по списку Григоровича — Степанова). 1 марта 1827 года за отличие по службе переведён в лейб-гвардии 1-ю артиллерийскую бригаду с оставлением в прежней должности.

### Русско-персидская война 1826—1828
В 1827 году во время русско-персидской войны участвовал в сражении при горе Арагаца (тюрк. Алагёз), Ошаканском сражении за Эчмиадзинский монастырь 17 августа, осаде и взятий Сардар-Абада и Эривани, в походе в Тавриз. 6 апреля 1828 года награждён орденом Святого Владимира 3-й степени.

### Русско-турецкая война 1828—1829
Произведённый 15 марта 1828 года в генерал-майоры, с назначением начальником артиллерии отдельного Кавказского корпуса, он принял участие в русско-турецкой войне. В 1828 году он участвовал в осаде и взятии приступом Карса, обложении и взятии приступом Ахалкалак, поражении турецкого корпуса Махмет-Паши 9 августа у Ахалцыха и осаде и штурме этой крепости, причём 11 августа был контужен ядром в левое плечо, и в 1829 году — в сражениях при г. Гункер-Су и Каинлы, взятии приступом укрепленного лагеря при Меллидесе, занятии Эрзерума и взятии приступом Байбурта. За отличие в этой войне награждён орденами: Святой Анны 1-й степени — за Ахалкалаки (в 1828 году), Святого Владимира 2-й степени — за Ахалцык (21 апреля 1829), императорской короной к ордену Святой Анны 1-й степени — за Байбурт (21 апреля 1830) и золотой шпагой, украшенной алмазами, с надписью «За храбрость» за Карс (30 апреля 1829). 19 января 1830 года Гилленшмидт был удостоен ордена Святого Георгия 3-й степени за № 422
В воздаяние храбрости и отличий, оказанных в сражениях против турок в войну 1829 года.

### Кавказская война
В 1830 года он участвовал в Кавказских экспедициях: в феврале против лезгин и в октябре против шапсугов, и за успешные действия произведён в генерал-лейтенанты (18 октября 1831).

### Польское восстание 1830—1831
В 1831 году он был переведён с Кавказа на противоположную окраину империи — Царство Польское, где в сентябре принял участие в преследовании остатков польской армии. За эту кампанию Гилленшмидт получил польский знак отличия за военное достоинство (Virtuti Militari) 2-й степени. 18 октября 1831 года назначен исполняющим дела начальника артиллерии действующей армии, утверждён в этой должности 1 сентября 1834 года. В 1835 году получил майорат в Царстве Польском. 10 октября 1843 года произведён в генералы от артиллерии.

### Венгерская кампания 1849
В 1849 году Гилленшмидт участвовал в Венгерском походе и был в сражениях при Вайцене и Дебречине (награждён 15 августа орденом Святого Владимира 1-й степени).

### Дальнейшая служба
12 сентября 1849 года назначен инспектором всей артиллерии и 26 декабря того же года — шефом батарейной № 2 батареи лейб-гвардии 1-й артиллерийской бригады, 6 декабря 1850 года награждён вензелями Его Величества для ношения на эполетах. Кроме того, награждён был орденами Белого Орла (6 декабря 1833) и Святого Александра Невского (17 июля 1838, алмазные знаки к этому ордену пожалованы 22 мая 1845 года) и табакеркой с бриллиантами (1839).
В 1851 году был удостоен звания генерала, состоящего при Особе Его Величества.
Гилленшмидт скончался 24 марта (5 апреля) 1852 года и был похоронен на Смоленском евангелическом кладбище в Санкт-Петербурге, могила не сохранилась.
По отзыву H. H. Муравьёва-Карсского, он был «человек благородных правил, офицер деятельный, знающий и смелый».

## Семья
Сын — Николай Яковлевич, офицер Конной гвардии. Дочь — Мария Яковлевна (1832—1879), была замужем за генерал-майором Константином Павловичем Колзаковым  (1818—1905), их внук — офицер гвардейской артиллерии, полковник, деятель Белого движения на Северо-Западе К. Я. Колзаков, расстрелян (погиб в лагере) в 1941 году.

## Награды
Российские:
- Орден Святого Владимира 4-й степени с бантом (27 июля 1809)
- Орден Святой Анны 3-й (4-й) ст. (7 августа 1810)
- Орден Святой Анны 2-й степени (19 сентября 1810)
- Орден Святого Георгия 4-й степени (12 декабря 1824, № 3818 по списку Григоровича — Степанова) — за 25 лет службы в офицерских чинах
- Орден Святого Владимира 3-й степени (6 апреля 1828)
- Орден Святой Анны 1-й степени (3 декабря 1828)
- Золотая шпага с надписью «За храбрость», украшенная алмазами (16 ноября 1828)
- Орден Святого Владимира 2-й степени (21 апреля 1829)
- Орден Святого Георгия 3-й степени (19 января 1830, № 422 по списку Григоровича — Степанова)
- Императорская корона к ордену Святой Анны 1-й степени (21 апреля 1830)
- Орден Белого орла (6 декабря 1833)
- Знак отличия за военное достоинство 2-й степени (1838)
- Орден Святого Александра Невского (17 июля 1838)
- Алмазные знаки к ордену Святого Александра Невского (22 мая 1845)
- Орден Святого Владимира 1-й степени (15 августа 1849)
- Знак отличия беспорочной службы за XL лет (22 августа 1843)

Иностранные:
- Прусский орден Красного орла 1-й степени (1835)